# دوغلاس توماس
دوغلاس توماس (بالإنجليزية: Douglas Thomas)‏ هو صحفي أمريكي، ولد في 1966.